# Tomás Pina
Tomás Pina Isla (Villarta de San Juan, 14 de outubro de 1987) é um ex-futebolista espanhol que atuava como meia.

## Carreira
Pina começou a carreira no Móstoles.

## Títulos
Club Brugge
- Supercopa da Bélgica: 2016–17[1]